# Bahbari Gaon
Bahbari Gaon é uma vila no distrito de Tinsukia, no estado indiano de Assam.

## Demografia
Segundo o censo de 2001, Bahbari Gaon tinha uma população de 6159 habitantes. Os indivíduos do sexo masculino constituem 54% da população e os do sexo feminino 46%. Bahbari Gaon tem uma taxa de literacia de 79%, superior à média nacional de 59,5%; com 56% para o sexo masculino e 44% para o sexo feminino. 9% da população está abaixo dos 6 anos de idade.